# Valerij Vojkin
Valerij Grigor'evič Vojkin (in russo Валерий Григорьевич Войкин?; Leningrado, 14 ottobre 1945 – 15 dicembre 2020) è stato un pesista sovietico.

## Palmarès
| Anno | Manifestazione | Sede     | Evento         | Risultato | Misura  | Note |
| ---- | -------------- | -------- | -------------- | --------- | ------- | ---- |
| 1970 | Universiadi    | Torino   | Getto del peso | Argento   | 19,30 m |      |
| 1971 | Europei indoor | Sofia    | Getto del peso | Argento   | 19,54 m |      |
| 1971 | Europei        | Helsinki | Getto del peso | 5º        | 19,81 m |      |
| 1973 | Universiadi    | Mosca    | Getto del peso | Oro       | 19,56 m |      |
| 1974 | Europei        | Roma     | Getto del peso | 5º        | 20,07 m |      |
| 1975 | Europei indoor | Katowice | Getto del peso | Bronzo    | 19,44 m |      |